# Robert Shaw
Robert Archibald Shaw (n. 9 august 1927, Westhoughton, Anglia, Regatul Unit – d. 28 august 1978, Toormakeady⁠(d), Connacht⁠(d), Irlanda) a fost un actor, romancier, dramaturg și scenarist englez. Și-a început cariera pe scenă, devenind membru al Royal Shakespeare Theatre⁠(d) după Al Doilea Război Mondial. A apărut în producții teatrale precum Macbeth, Henry al VIII-lea, Cymbeline și în alte piese shakespeareene. A continuat să interpreteze diverse roluri în cadrul teatrului Old Vic (1951–52), iar în 1959 a jucat în piesa The Long and the Short and the Tall⁠(d) a teatrului West End.
Shaw a fost nominalizat la Premiul Oscar și la Globul de Aur pentru rolul său din filmul dramatic Un om pentru eternitate (1966). Alte roluri cunoscute sunt mafiotul Doyle Lonnegan în Cacealmaua (1973) și vânătorul de rechini Quint în Fălci (1975). De asemenea, a apărut în lungmetrajele From Russia with Love (1963), Battle of Britain⁠(d) (1969), Tânărul Winston (1972), The Taking of Pelham One Two Three⁠(d) (1974), Robin and Marian⁠(d) (1976),  Duminica neagră (1977) și Adâncurile (1977).

## Biografie
Robert Archibald Shaw s-a născut la 9 august 1927 pe 51 King Street din Westhoughton, Lancashire, fiul lui Thomas Archibald Shaw și al lui Doreen Nora (născută Avery). Tatăl său, medic, era de origine scoțiană, iar mama sa, o fostă asistentă medicală, s-a născut la Piggs Peak, Swaziland. A avut trei surori (Elisabeth, Joanna și Wendy) și un frate (Alexander). La vârsta de șapte ani, familia s-a mutat în Scoția și s-a stabilit în Stromness⁠(d), Orkney. Tatăl său s-a sinucis când Shaw avea 12 ani, iar apoi familia s-a mutat în Cornwall, ude acesta a urmat studiile la școala Truro⁠(d). Pentru o scurtă perioadă, a fost profesor la Școala preparatorie Glenhow din Saltburn-by-the-Sea. A studiat în cadrul Academiei Regale de Artă Dramatică din Londra și a absolvit în 1948.

## Cariera
Shaw și-a început cariera de actor în teatru, având roluri în teatrul regional englez. A interpretat rolul lui Angus în piesa de teatru Macbeth la Stratford-upon-Avon în 1946.
În 1947, a apărut în producțiile Livada de vișini, A douăsprezecea noapte și Macbeth pentru televiziunea britanică.
A avut un rol minor în lungmetrajul The Lavender Hill Mob⁠(d) (1951). În anul următor, a debutat în cadrul Embassy Theatre⁠(d) din Londra în piesa Caro William⁠(d). În același an, a apărut în filmul de televiziune A Time to Be Born (1952). A revenit la Stratford în 1953.
Shaw a avut roluri minore în The Dam Busters⁠(d) (1955), The Adventures of the Scarlet Pimpernel⁠(d) (1956), Doublecross⁠(d) (1956), A Hill in Korea⁠(d) (1956) și în versiunea de televiziune a piesei Hindle Wakes⁠(d) (1957).

### The Buccaneers
Shaw a devenit cunoscut în Marea Britanie datorită rolului căpitanului Dan Tempest în serialul The Buccaneers⁠(d) (1956–57).
La momentul respectiv, acesta era deja recunoscut de public pentru rolurile din filmele de televiziune Success (1957) și Rupert of Hentzau⁠(d) (1957). Un alt rol de succes a fost cel din piesa de teatru The Long and the Short and the Tall⁠(d), regizată de Lindsay Anderson în cadrul West End în 1959.
A avut roluri minore în lungmetrajele Sea Fury⁠(d) (1958) și Libel⁠(d) (1959). De asemenea, a apărut în serialele The Adventures of William Tell⁠(d), ITV Television Playhouse⁠(d), The Four Just Men⁠(d) și Danger Man⁠(d), respectiv în piese de teatru televizate precum The Dark Man, Misfire și The Train Set.
În 1961, a apărut pe Broadway alături de Donald Pleasence și Alan Bates în piesa The Caretaker⁠(d) a regizorului Harold Pinter. Au urmat alte roluri în filmele The Valiant⁠(d) și Tomorrow at Ten⁠(d), respectiv în piesele de teatru televizate Poveste de iarnă și The Father⁠(d) (toate în 1962). Shaw, Pleasence și Bates și-au reluat rolurile în ecranizarea din 1963⁠(d).

### Romane
Primul roman al lui Shaw -The Hiding Place (1960) - a primit recenzii pozitive. Al doilea său roman - The Sun Doctor⁠(d) (1961) - a fost distins cu Premiul Hawthornden în 1962.

### Teatru și film
Shaw a devenit cunoscut ca actor de film datorită interpretării asasinului Donald „Red” Grant în lungmetrajul From Russia with Love⁠(d) (1963) din seria de filme James Bond. A apărut în producțiile de televiziune A Florentine Tragedy⁠(d) (1964) și Hamlet at Elsinore⁠(d) (1964). Shaw și actrița Mary Ure⁠(d) - viitoarea sa soție - au făcut parte din distribuția lungmetrajului The Luck of Ginger Coffey⁠(d) (1964). Cu privire la cariera sa, acesta a declarat că „aș fi putut fi un actor principal tradițional, însă mi se pare o viață plictisitoare”.
În 1964, Shaw a revenit pe Broadway în producția The Physicists⁠(d), regizată de Peter Brook, însă a avut doar 55 de reprezentații. „Îmi doresc foarte mult să evit rolurile lucrative din filmele comerciale proaste” menționa acesta. „Sunt dificil de evitat când ai șase copii și două soții”. În aceeași perioadă, a publicat o trilogie - The Flag⁠(d) (1965), The Man in the Glass Booth⁠(d) (1967) și A Card from Morocco⁠(d) (1969). Scenariul lungmetrajului Situation Hopeless... But Not Serious⁠(d) (1965) are la bază romanul The Hiding Place.
L-a interpretat pe colonelul Hessler, necruțătorul comandat al unei Divizii Panzer, în filmul Bătălia din Ardeni (1965); pe tânărul Henric al VIII-lea în Un om pentru eternitate (1966), fiind nominalizat la categoria „cel mai bun actor în rol secundar” atât la Globul de Aur, cât și la Premiul Oscar; pe generalul George Armstrong Custer în Custer of the West⁠(d) (1967) și pe Martin Luther în Luther (film de televiziune din 1968). A apărut în filmul The Birthday Party⁠(d) (1968) al regizorului William Friedkin.
Reprezentația piesei de teatru The Man in the Glass Booth⁠(d) la Londra în 1967 a primit recenzii pozitive. A fost transferată pe Broadway în anul următor și a avut 264 de reprezentații. Cartea prezintă povestea complexă și moralmente ambiguă a unei persoane care se prezintă pe parcursul poveștii ca fiind ba om de afaceri evreu, ba criminal de război nazist. În timp ce unii critici au lăudat piesa, alții au criticat abordarea unui subiect atât de sensibil.
Shaw l-a interpretat pe Sailor Malan⁠(d) în Battle of Britain⁠(d) (1969). A avut rolul principal în filmele The Royal Hunt of the Sun⁠(d) (1969) și Figures in a Landscape⁠(d) (1970), pentru cel din urmă fiind plătit cu 500.000 de dolari. În 1970, Shaw a revenit pe Broadway în piesa de teatru muzical Gantry⁠(d), o adaptare a romanului Elmer Gantry⁠(d), însă aceasta a avut o singură reprezentație. Cato Street⁠(d) - piesă lui Shaw despre Conspirația de pe strada Cato⁠(d) - a fost produsă pentru prima dată la Londra în 1971. A avut un rol pe Broadway în piesa Old Times⁠(d) în 1971.
La începutul anilor 1970, a apărut în lungmetrajele A Town Called Bastard (1971), Young Winston (1972), A Reflection of Fear⁠(d) (1972), The Hireling⁠(d) (1973), un rol cameo în Călătoria de aur a lui Sinbad (1973), Cacealmaua (1973) și The Taking of Pelham One Two Three⁠(d) (1974). Ultima sa apariție pe Broadway a fost în piesa de teatru The Dance of Death⁠(d) în 1974.
A ajuns la apogeu odată cu rolul pescarului obsedat de rechini Quint din filmul Fălci (1975); deși la început a fost reticent, deoarece îi displăcea cartea, a decis să accepte rolul la îndemnul soției și secretarei sale - „N-au mai fost atât de entuziasmate de la rolul din From Russia with Love. Și au avut dreptate”.
După Fălci, au urmat roluri în End of the Game⁠(d) (1975); Diamonds⁠(d) (1975); Robin and Marian⁠(d) (1976), unde l-a interpretat pe șeriful din Nottingham; Swashbuckler⁠(d) (1975); Adâncurile (1977), rol pentru care a câștigat 650.000 de dolari, și Duminica neagră (1977).
În timpul filmărilor pentru Force 10 din Navarone⁠(d) (1978), Shaw a declarat: „Este posibil ca acesta să fie ultimul meu film. [...] Nu mai am nimic de spus. Sunt îngrozit de unele replici [...] Nu mă simt în largul meu în filme. Nu-mi amintesc ultimul film la care mi-a plăcut să lucrez”. În ciuda acestor afirmații, a apărut în lungmetrajul Avalanche Express⁠(d) din 1979. Shaw și regizorul Mark Robson au încetat din viață ca urmare a unui atac de cord la două luni distanță unul de celălalt - Robson în iunie, iar Shaw în august 1978 - în timpul post-producției. Actorul menționa că își va plăti impozitele cu banii obținuți și se va concentra pe cariera de romancier.

## Viața personală și moartea
Shaw a fost căsătorit de trei ori și a avut 10 copii, dintre care doi au fost adoptați. Cu prima sa soție - Jennifer Bourke - a fost căsătorit între 1952 și 1963; cei doi au avut patru fiice. Cu a doua soție - Mary Ure - a fost căsătorit din 1963 până în 1975; aceștia au avut patru copii, inclusiv fiicele adoptive Elizabeth (născută în 1963) și Hannah (născută în 1965). A avut doi fii - Colin (născut în 1961; fiu adoptiv) și Ian⁠(d) (născut în 1969). Ure a murit în 1975 din cauza unei supradoze. A treia și ultima sa soție a fost Virginia Jansen din 1976 până la moartea sa în 1978; cei doi au avut doi fii - Thomas și Charles (fiu adoptiv). Nepotul lui Shaw (prin fiica sa Deborah și producătorul de film Evzen Kolar⁠(d)) este muzicianul și compozitorul american Rob Kolar⁠(d).
În ultimii șapte ani de viață, Shaw a trăit la Drimbawn House din Tourmakeady⁠(d), County Mayo, Irlanda. La fel ca tatăl său, Shaw era alcoolic.
Shaw a murit în 28 august 1978 la vârsta de 51 de ani din cauza unui atac de cord. Acesta era la volanul mașinii sale, fiind însoțit de soția Virginia și fiul Thomas.
Conform martorilor, Shaw a oprit mașina, a ieșit afară și s-a prăbușit pe marginea drumul. A fost dus de urgență la Spitalul General Castlebar⁠(d), însă acolo a fost declarat decedat. Acesta tocmai încheiase filmările pentru Avalanche Express. Trupul său a fost incinerat, iar cenușa a fost împrăștiată lângă casa sa din Tourmakeady. Un monument din piatră a fost dezvelit în onoarea sa în august 2008, la aproape 30 de ani de la moartea sa.

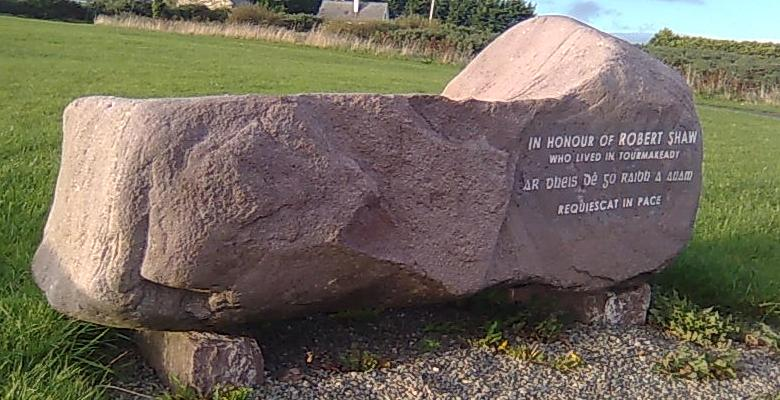
Memorialul Robert Shaw în Tourmakeady, Comitatul Mayo, Irlanda
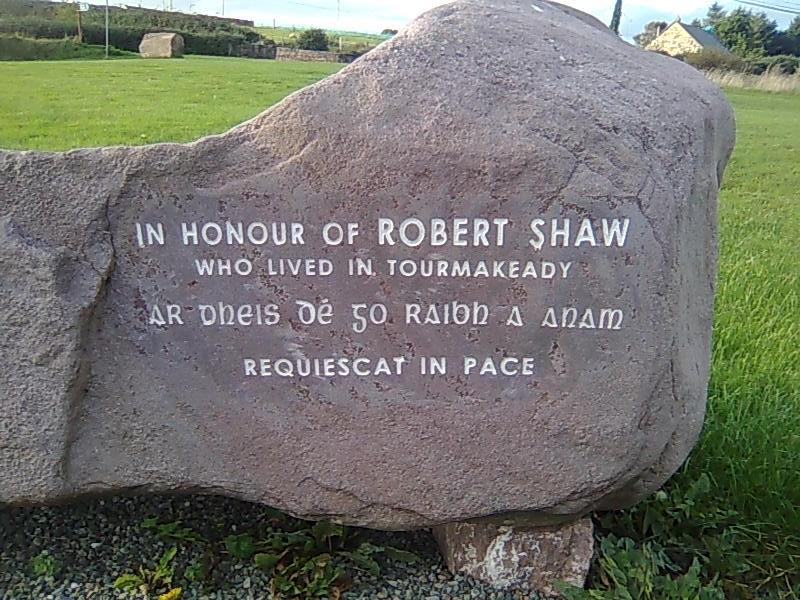
Textul de pe memorial
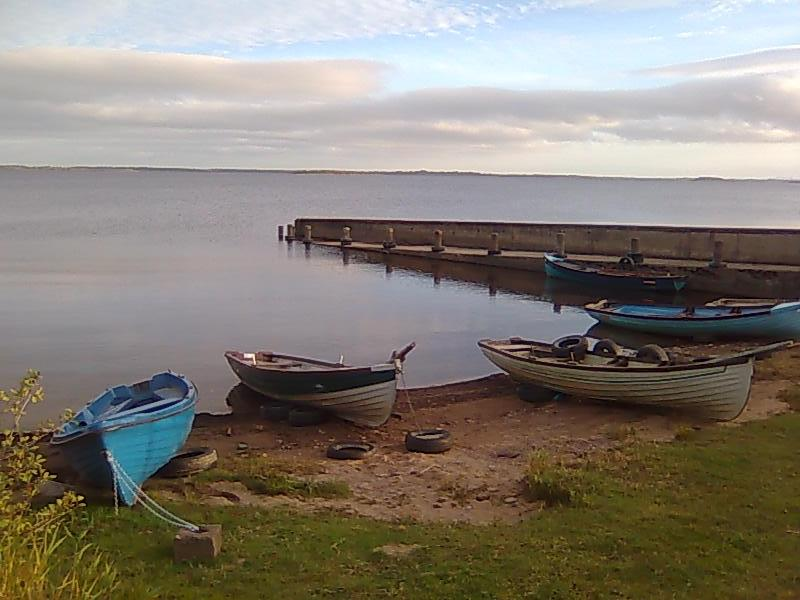
Estacada din apropierea monumentului

## Filmografie

### Filme
- The Cherry Orchard (1947)
- The Lavender Hill Mob (1951) – Chemist at Police Exhibition (nemenționat)
- The Dam Busters (1954) – Flight Sgt. J. Pulford
- Double Cross (1956) – Ernest
- A Hill in Korea (1956) – Lance Corporal Hodge
- Sea Fury (1958) – Gorman
- Libel (1959) – First Photographer
- The Dark Man (TV, 1960) – Alan Regan
- The Valiant (1962) – Lieutenant Field
- The Father (1962) – The Captain
- Tomorrow at Ten (1962) – Marlowe
- The Caretaker (1963) – Aston
- The Cracksman (1963) – Moke
- From Russia with Love (1963) – Donald 'Red' Grant
- The Luck of Ginger Coffey (1964) – Ginger Coffey
- Battle of the Bulge (1965) – Col. Martin Hessler
- 1966 Un om pentru eternitate (A Man for All Seasons), regia Fred Zinnemann : King Henry VIII
- Custer of the West (1967) – Gen. George Armstrong Custer
- Luther (TV, 1968) – Martin Luther
- The Birthday Party (1968) – Stanley Webber
- Battle of Britain (1969) – Squadron Leader "Skipper"
- The Royal Hunt of the Sun (1969) – Francisco Pizarro
- Figures in a Landscape (1970) – MacConnachie (also adapted for the screen)
- A Town Called Bastard (a.k.a. A Town Called Hell) (1971) – The Priest
- Young Winston (1972) – Lord Randolph Churchill
- A Reflection of Fear (a.k.a. Labyrinth) (1973) – Michael
- The Hireling (1973) – Steven Ledbetter
- The Golden Voyage of Sinbad (1973) – The Oracle of All Knowledge (nemenționat)
- The Sting (1973) – Doyle Lonnegan
- The Taking of Pelham One Two Three (1974) – Mr. Blue – Bernard Ryder
- Jaws (1975) – Quint
- The Man in the Glass Booth (1975) – Writer only
- End of the Game (a.k.a. Der Richter und sein Henker, Murder on the Bridge, Deception, and Getting Away with Murder) (1975) – Richard Gastmann
- Diamonds (a.k.a. Diamond Shaft) (1975) – Charles / Earl Hodgson
- Robin and Marian (1976) – Sheriff of Nottingham
- Swashbuckler (a.k.a. Scarlet Buccaneer) (1976) – Ned Lynch
- Black Sunday (1977) – Major David Kabokov
- 1977 Adâncurile (The Deep), regia Peter Yates : Romer Treece
- Force 10 from Navarone (1978) – Major Keith Mallory
- Avalanche Express (1979) – General Marenkov (filmat în 1978; ultimul rol de film)

### Televiziune
| An        | Serial                        | Rol                       | Note                                                                   |
| --------- | ----------------------------- | ------------------------- | ---------------------------------------------------------------------- |
| 1956–1957 | The Buccaneers                | Captain Dan Tempest       |                                                                        |
| 1957      | Rupert of Hentzau             | Rupert of Hentzau         | Film de televiziune                                                    |
| 1958      | Dial 999                      | Willy                     | Episodul: "Extradition"                                                |
| 1960      | Armchair Theatre              | Marl Renfrew              | Episodul: "Misfire"                                                    |
| 1960      | The Four Just Men             | Stuart                    | Episodul: "Crack-Up"                                                   |
| 1960      | ITV Television Playhouse      | Ken Rudge                 | Episodul: "Place Of My Own"                                            |
| 1960      | ITV Television Playhouse      | Charlie Williams          | Episodul: "Night Run to the West"                                      |
| 1960      | Play of the Week              | Wilson                    | Episodul: "The Pets" - Adaptat de Shaw după romanul „The Hiding Place” |
| 1961      | Danger Man                    | Tony Costello             | Episodul: "Bury the Dead"                                              |
| 1962      | The Winter's Tale             | Leontes                   | Film de televiziune                                                    |
| 1964      | Hamlet at Elsinore            | King Claudius             | Film de televiziune                                                    |
| 1964      | A Carol for Another Christmas | Ghost of Christmas Future | Film de televiziune                                                    |
| 1974      | The Wide World of Mystery     | Giles                     | Episodul: "The Break"                                                  |

## Teatru
- The Caretaker (1962)
- The Physicists (1964)
- The Man in the Glass Booth (1968)
- Gantry (1970)
- Old Times (1971)
- The Dance of Death (1974)

## Lucrări
- The Hiding Place (1960)
- The Sun Doctor (1961) - premiat cu Premiul Hawthornden în 1962
- The Flag (1965)
- Situation Hopeless ... But Not Serious (scenariu inspirat de The Hiding Place, 1965)
- The Man in the Glass Booth (1967)
- The Man in the Glass Booth (piesa de teatru adaptată, 1968)
- A Card from Morocco (1969)
- Figures in a Landscape  (1970) (scenariu adaptat)
- Cato Street (piesă de teatru, 1971)
- Jaws (1975) (rescriere a discursului Indianapolis; nemenționat)